# Jurki (województwo mazowieckie)
Jurki – wieś sołecka w Polsce położona w województwie mazowieckim, w powiecie grójeckim, w gminie Pniewy. Wieś leży nad Jeziorką dopływem Wisły.
Wieś szlachecka Wola Uliniecka położona była w drugiej połowie XVI wieku w powiecie tarczyńskim ziemi warszawskiej województwa mazowieckiego. W latach 1975–1998 miejscowość administracyjnie należała do województwa radomskiego.
W latach 1975–1998 miejscowość administracyjnie należała do województwa radomskiego.